# Karoćki
Karoćki (biał. Кароцькі; ros. Коротьки, Korotki; pol. hist. Koroćki) – agromiasteczko na Białorusi, w obwodzie homelskim, w rejonie kormańskim, w sielsowiecie Karoćki.

## Historia
W XIX i w początkach XX w. okolica szlachecka położona w Rosji, w guberni mohylewskiej, w powiecie rohaczewskim, w gminie Korma. Dużymi właścicielami ziemskimi byli Puchowscy i Rymkiewiczowie, do których na początku XX w. należało 120 i 121 dziesięcin ziemi.
Następnie w granicach Związku Sowieckiego. Od 1991 w niepodległej Białorusi.